# 夏丘县
夏丘县，中国古县名。
西汉置，治所在今安徽省泗县东。属沛郡。东晋废。东魏武定六年（548年）复置，移治今泗县。北周改名晋陵县，为夏丘郡治。隋朝开皇十八年（598年）复改夏丘县。唐朝武德四年（621年），析置虹县、龙亢县。六年（623年）废。 